# 스크루지 맥덕
스크루지 맥덕(Scrooge McDuck)은 1947년에 처음 만들어진 디즈니 만화 캐릭터이다. 설정상 도널드 덕의 삼촌이자, 디즈니 만화 세계에서 가장 부자인 인물로 그려진다. 그의 이름의 어원은 크리스마스 캐롤의 스크루지이며, 어느 시리즈에서나 구두쇠 같고 괴팍한 행동으로 유명하다.
성우는 욕심쟁이 오리아저씨에서 황원, 하우스 오브 마우스에서는 이인성이, 미키의 크리스마스 선물에서는 장승길이 맡았다. 도날드덕 가족의 모험에서는 설영범이 맡고 있다.

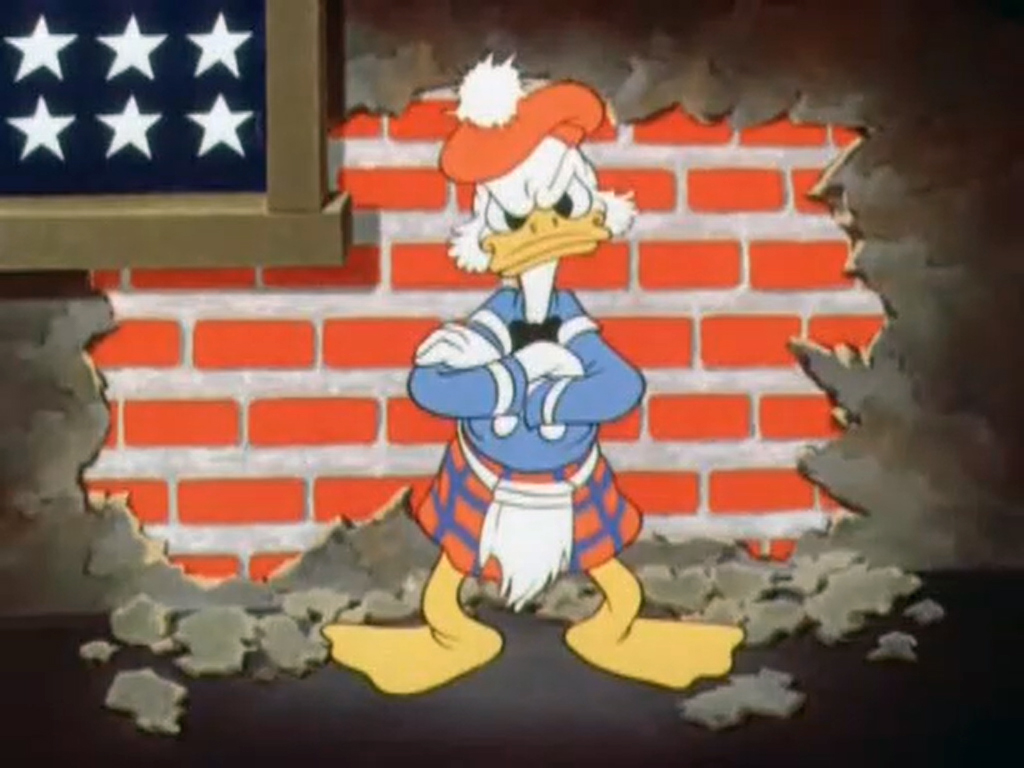